# Death-Throws
Los Death-Throws son un equipo de supervillanos que aparecen en los cómics estadounidenses publicados por Marvel Comics. Aparecieron por primera vez en Capitán América #317 (mayo de 1986) y fueron creados por Mark Gruenwald y Paul Neary.Introducidos como enemigos de Hawkeye, los Death-Throws se componen principalmente de malabaristas, cada uno de los cuales utiliza varios accesorios de malabarismo como armas.

## Historial de publicaciones
Bombshell y Oddball aparecieron por primera vez en Hawkeye Vol.1 #3-4 (1983) y lucharon contra el personaje principal. Más tarde se unieron al equipo de supervillanos de malabarismo conocido como Death-Throws para enfrentarse a Hawkeye en las páginas de Captain America #317 (1986) y Avengers Spotlight #23-25 (1989). Oddball luchó contra Hawkeye una vez más en Hawkeye: Earth's Mightiest Marksman # 1 (1998).
Los Death-Throws aparecieron más tarde en Union Jack Vol.2 #1-2 (2006) y tuvieron cameos en Captain America #411-414 (1993) y Avengers: The Initiative #27 (2009). tuvo entradas notables en el Manual oficial del Universo Marvel Vol.2 (Edición Deluxe) #3 (1985) y Dark Reign Files #1 (2009).
Los miembros de Death-Throws han hecho varias apariciones menores en solitario. Bombshell ha aparecido en Captain America #388-392 (1991), Spectacular Spider-Man Annual #12 (1992), Web of Spider-Man Annual #8 (1992), New Warriors Annual #2 (1992) y Villains for Hire # 1-4 (2011). Oddball ha aparecido en Capitán América #395 (1991), Guardianes de la Galaxia #28 (1992) y Wolverine Vol.2 #167 (2001). Knickknack ha tenido cameos en Thunderbolts #53 (2001), Wolverine Vol.3 #26 (2005) y Dark Reign: The Hood #1 (2009).
El ejército robótico de Death T.H.R.O.W.S. de Crossfire apareció en Hawkeye & Mockingbird #2-5 (2010) y The Heroic Age: Villains #1 (2011).

## Historia del equipo ficticio
El Ringleader y los hermanos Healey (Oddball y Tenpin) se unieron para formar el grupo de supervillanos con temática de malabarismo, Death-Throws. Más tarde, Knickknack fue reclutado como el cuarto miembro del grupo. Oddball, dado a su comportamiento excéntrico, abandonó los Death-Throws y se expandió por su cuenta. Oddball fue contratado, junto con Bombshell, por Crossfire para luchar contra Hawkeye y Mockingbird. Los dos supervillanos sometieron a los héroes y los entregaron a Crossfire. Más tarde, cuando Hawkeye logró escapar, Bombshell, Oddball y Crossfire fueron derrotados y entregados a las autoridades.Bombshell y Oddball fueron liberados de prisión por el hermano de Oddball, Tenpin, y se convirtieron en miembros de Death-Throws.
Crossfire se puso en contacto con Oddball para sacarlo de prisión. Los Death-Throws aceptaron el trabajo y tuvieron éxito en su misión. Pero cuando Crossfire no pudo pagarles por sus servicios, los Death-Throws lo retuvieron para pedir un rescate para atraer a Hawkeye a una emboscada. Posteriormente, el equipo fue derrotado por Hawkeye, Mockingbird y Capitán América.Algún tiempo después, Crossfire otorgó una recompensa por el brazo derecho de Archer mientras intentaba vengarse de Hawkeye. Los Death-Throws (junto con los Hermanos Grimm, Bobcat, Bullet Biker, Mad Dog y Razor Fist) buscaron sacar provecho de la recompensa. El grupo, junto con el resto de supervillanos, fueron derrotados por Hawkeye, Mockingbird y Trick Shot.
Johnny Guitar y Doctor Sax, que eran supervillanos menores conocidos por luchar contra Dazzler, más tarde solicitaron ser miembros de Death-Throws. Sin embargo, los dos supervillanos de temática musical fueron rápidamente rechazados porque no podían hacer malabarismos.

### Yendo solo
Bombshell se sometió a un experimento genético para obtener superpoderes, obteniendo la capacidad de disparar ráfagas de energía explosivas desde sus manos. Bombshell luego se unió a un equipo exclusivamente femenino de supervillanos llamado Femizons. Más tarde, el equipo fue derrotado por el Capitán América. Los nuevos poderes experimentales de Bombshell pronto se desvanecieron. Justin Hammer contrató a varios supervillanos (incluido Bombshell) para luchar contra Spider-Man y los Nuevos Guerreros.Justin Hammer y los supervillanos luego se aliaron con el EspectroCuando Espectro reveló sus verdaderas intenciones de dominación mundial total, Bombshell entró en pánico y huyó.
Después de ser visto jugando al billar con 8-Ball en el Bar Sin Nombre,Oddball fue reclutado por el Doctor Octopus para unirse a su encarnación de los Maestros del Mal. El equipo fue rápidamente derrotado por los Guardianes de la Galaxia.Oddball fue contratado más tarde por Albino y Taskmaster para luchar una vez más contra Hawkeye. El fue derrotado por el arquero y los jóvenes Vengadores reclutan a Justice y Estrella de Fuego.Oddball fue asesinado más tarde mientras participaba en la competencia Bloodsport en Madripoor. Fue asesinado en la primera ronda del torneo por un guerrero tribal llamado Headhunter.
S.H.I.E.L.D. informó que Knickknack fue asesinado y resucitado para servir a HYDRA y la Mano como parte de su ejército de supervillanos. Todos los supervillanos involucrados fueron liberados del control de la Mano y volvieron a la normalidad.

### Regresar como equipo
Orville Bock fue contratado por Death-Throws para convertirse en el nuevo Oddball, adoptando el disfraz del Oddball original y sus trucos de malabarismo.Los Death-Throws, junto con Crossfire, fueron contratados por R.A.I.D para participar en un ataque terrorista en Londres. El equipo atacó a civiles desde lo alto del Puente de la Torre, pero pronto entró en conflicto con Union Jack y Sabra. A pesar de tomar ventaja al principio de la batalla, Death-Throws y Crossfire pronto fueron derrotados. Bombshell, el último miembro del equipo que quedó en pie, desactivó sus bombas y se rindió.
Los Death-Throws estaban entre los supervillanos investigados por Quasimodo, en nombre de Norman Osborn, como posibles reclutas villanos para H.A.M.M.E.R. y la Iniciativa.Knickknack apareció más tarde como miembro del sindicato criminal de Hood. Bombshell, junto con su anterior empleador Crossfire, fue contratada para unirse al equipo Villanos de Alquiler de Misty Knight en una batalla contra el Hombre Púrpura.
Durante la historia de " Devil's Reign ", los miembros de Death-Throws, Ringleader, Bombshell y Tenpin, fueron mostrados como reclusos del Myrmidon. Cuando 8-Ball se ofreció a sentarse con ellos, lo rechazaron.

## Miembros

### Bombshell
Bombshell hace malabares con varias armas antipersonal, incluidas granadas de mano, granadas paralizantes y bombas de humo.

### Knickknack
Nicholas "Nick" Grossman nació en Secaucus, Nueva Jersey. Más tarde se convirtió en artista de circo y malabarista. Grossman luego se convirtió en un supervillano de malabarismo conocido como Knickknack y miembro del equipo de supervillanos, Death-Throws. Knickknack fue contratado junto con Death-Throws por Crossfire para ayudarlo a escapar de la prisión. Los Death-Throws completan su misión, pero deciden mantener a Crossfire como rehén. El grupo es derrotado y arrestado por Hawkeye, Mockingbird y el Capitán América. Más tarde, Knickknack y el resto de los Death-Throws, junto con varios otros supervillanos, intentan reclamar la recompensa otorgada por Crossfire por el brazo derecho de Hawkeye. Sin embargo, todos los supervillanos que buscan reclamar la recompensa son derrotados por Hawkeye, Mockingbird y Trick Shot. Más tarde, Knickknack y los Death-Throws son contratados por R.A.I.D. para participar en un ataque terrorista en Londres. Atacan a civiles desde lo alto del Puente de la Torre, pero pronto entran en batalla con Union Jack y Sabra. Knickknack aparece como miembro del sindicato criminal de Hood. En un flashback, Knickknack aparece junto a Ringleader mientras rechaza a Johnny Guitar y al Doctor Sax para ser miembros de Death-Throws basándose en que los dos supervillanos de temática musical no podían hacer malabarismos.
Poderes y habilidades: Knickknack hace malabarismos con una variedad de instrumentos afilados, incluidos cuchillos de carnicero, cuchillos de caza y motosierras.

### Elton Healey
Oddball hace malabarismos con varias pelotas de malabarismo, incluidas bolas ácidas, bolas de humo y bolas explosivas.

### Orville Bock
Al igual que el Oddball original, esta versión de Oddball también puede hacer malabarismos con varias bolas de malabarismo, incluidas bolas ácidas, bolas de humo y bolas explosivas.

### Ringleader
Charles Last nació en San Francisco, California. El se convirtió en un supervillano de malabarismo conocido como Ringleader y líder del equipo de supervillanos, Death-Throws. Crossfire contrató a Ringleader junto con Death-Throws para ayudarlo a escapar de la prisión. Los Death-Throws completan su misión, pero deciden mantener a Crossfire como rehén. El grupo es derrotado y arrestado por Hawkeye, Mockingbird y el Capitán América. Más tarde, Ringleader y el resto de los Death-Throws, junto con varios otros supervillanos, intentan reclamar la recompensa otorgada por Crossfire por el brazo derecho de Hawkeye. Sin embargo, todos los supervillanos que buscan reclamar la recompensa son derrotados por Hawkeye, Mockingbird y Trick Shot. Más tarde, R.A.I.D contrata a Ringleader y los Death-Throws para participar en un ataque terrorista en Londres. Atacan a civiles desde lo alto del Puente de la Torre, pero pronto entran en batalla con Union Jack y Sabra. En un flashback, Ringleader rechaza a Johnny Guitar y al Doctor Sax como miembros de Death-Throws basándose en que los dos supervillanos de temática musical no podían hacer malabarismos.
Poderes y habilidades: Ringleader hace malabarismos con anillos afilados.

### Tenpin
Alvin Healey nació en Reno, Nevada . Se convirtió en un supervillano de malabarismo conocido como Tenpin y miembro del equipo de supervillanos Death-Throws. Cuando su hermano Elton Healey (conocido como el supervillano Oddball) fue arrestado después de un encuentro con Hawkeye, Tenpin sacó a su hermano de prisión.
Tenpin fue contratado junto con Death-Throws por Crossfire para ayudar a escapar de la prisión. Los Death-Throws completan su misión, pero deciden mantener a Crossfire como rehén. El grupo es derrotado y arrestado por Hawkeye, Mockingbird y el Capitán América. Más tarde, Tenpin y el resto de los Death-Throws, junto con varios otros supervillanos, intentan reclamar la recompensa otorgada por Crossfire por el brazo derecho de Hawkeye. Sin embargo, todos los supervillanos que buscan reclamar la recompensa son derrotados por Hawkeye, Mockingbird y Trick Shot.
El hermano de Tenpin, Oddball, fue asesinado por Headhunter mientras participaba en un torneo Bloodsport en Madripoor.
Más tarde, Tenpin y los Death-Throws son contratados por R.A.I.D. para participar en un ataque terrorista en Londres. Atacan a civiles desde lo alto del Puente de la Torre, pero pronto entran en batalla con Union Jack y Sabra.
Poderes y habilidades: Tenpin es un experto malabarista. Hace malabarismos con bolos en llamas, con pesos especiales, que también utiliza como proyectiles. Tenpin también aprendió a ser un luchador callejero en su juventud con su hermano, Elton.

## Death T.H.R.O.W.S.
En el pasado, se sabía que el supervillano Crossfire empleaba a los Death-Throws como sus soldados de infantería.Sin embargo, al decidir dejar atrás a los "hacks de quinta categoría con disfraces ridículos", Crossfire creó un nuevo ejército para sí mismo. Sus "Death T.H.R.O.W.S". (Techno Hybrid Remotely Operated Weapons Systems) son construcciones robóticas que obedecen solo sus órdenes y cada una lleva un pequeño arsenal capaz oculto dentro de sus caparazones blindados.Crossfire usó sus Death T.H.R.O.W.S. para luchar contra sus viejos enemigos Hawkeye y Mockingbird.
Originalmente, los robóticos Death T.H.R.O.W.S. se conocían como 'Magnum Z's'. Los Magnum Z eran soldados inteligentes totalmente automatizados creados para los Estados Unidos. Pero el Senado de Estados Unidos detuvo su desarrollo cuando se dio cuenta de que las capacidades del Magnum Z estaban en conflicto con la Convención de Ginebra. Crossfire adquirió algunos de los extintos Magnum Z para usarlos en un complot para conquistar la isla de El Guapo,y luego los adaptó para sus propios fines.

## Otras versiones

### Mini Marvels
Los Death-Throws hacen un cameo en la historia de la tira cómica de dibujos animados de Mini Marvels "Paperboy Showdown" que aparece en Spidey and the Mini Marvels #1 (2003) y recopilada en Mini Marvels: Ultimate Collection (2009). Se puede ver al equipo jugando baloncesto al fondo en las instalaciones de entrenamiento del repartidor de periódicos del Daily Bugle.

### Versiones en solitario
Han aparecido versiones de Bombshell y Oddball en Last Avengers Story # 1-2 (1995), que está ambientada en un futuro alternativo.En el universo Ultimate Marvel, aparecen dos personajes usando el nombre en clave Bombshell. Las Bombshells son un equipo de criminales madre e hija. Lori Baumgartner y su pequeña hija Lana son mutantes cuyos poderes se activan cuando están cerca una de otra. Tienen la capacidad de disparar rayos de energía explosivos desde sus manos. En su primera aparición, las malhabladas Bombshells intentaron robar la bóveda de un banco, pero son frustradas por Spider-Man.Más tarde, intentaron robar un camión blindado hasta que la Antorcha Humana y Spider-Woman llegaron a la escena y las derrotaron.

## En otros medios
- Un personaje inspirado en Alvin Healy llamado John Healy aparece en la primera temporada de la serie de televisión de acción en vivo de Marvel Cinematic Universe,  Daredevil, interpretado por Alex Morf. Esta versión es un asesino veterano empleado por Wilson Fisk. Healy es contratado para matar a Prohaska, un rival de los asociados de la mafia rusa de Fisk, Anatoly y Vladimir Ranskahov. Después de adquirir un arma de manos de Turk Barrett, Healy se acerca a Prohaska, desarma al guardaespaldas e intenta dispararle a Prohaska. Sin embargo, el arma se atasca, lo que obliga a Healy a luchar y matar a Prohaska antes de entregarse a la policía que llega. James Wesley contrata a Nelson y Murdock para defender a Healy alegando defensa propia. Al no agradarle a Healy, Foggy Nelson inicialmente intenta rechazar el caso, pero Matt Murdock anula la decisión de obtener información sobre Healy. Cuando Healy va a juicio, Murdock se da cuenta de que Fisk está chantajeando a varios de los miembros del jurado. A pesar de los mejores esfuerzos de Murdock, el jurado llega a un punto muerto y Healy es liberado sin un nuevo juicio. Más tarde, Murdock lo aborda, quien interroga a Healy sobre el nombre de su benefactor. Al darse cuenta de que ni él ni sus seres queridos estarán a salvo si confiesa, Healy se suicida abruptamente.
- Tenpin aparece en M.O.D.O.K., con la voz de Chris Parnell. Esta versión es un supervillano inepto que frecuenta principalmente el Bar Sin Nombre.